# Ігри доброї волі
Ігри доброї волі — міжнародні спортивні змагання, створені Тедом Тернером у відповідь на політичну ситуацію навколо Олімпійських ігор 1980-х років. У 1979 році радянська інтервенція в Афганістан змусила США та інші західні країни бойкотувати Літні Олімпійські ігри 1980 року в Москві. У відповідь Радянський Союз та інші країни Східного блоку (за винятком Румунії) бойкотували Літні Олімпійські ігри 1984 року в Лос-Анджелесі.
Як і Олімпіада, Ігри доброї волі проводилися кожні чотири роки (за винятком фінальних Ігор), мали літню та зимову складові. Однак, на відміну від Олімпіади, фігурне катання, хокей і шорт-трек були частиною літніх випусків. Літні Ігри доброї волі проводилися п'ять разів, між 1986 і 2001 роками, тоді як Зимові Ігри доброї волі відбулися лише один раз, у 2000 році. Вони були скасовані компанією Time Warner, яка купила право власності на них у 1996 році через низькі телевізійні рейтинги після Ігор 2001 року в Брисбені.

## Історія
Перші Ігри доброї волі, що відбулися в Москві в 1986 році, включали 182 змагання та залучили понад 3000 спортсменів, які представляли 79 країн. Світові рекорди встановили Сергій Бубка (стрибки з жердиною), Джекі Джойнер-Керсі (семиборство), а також чоловіки та жінки у велогонці на дистанції 200 метрів, Міхаелем Хюбнером зі Східної Німеччини та Ерікою Салумяе з Радянського Союзу відповідно. Світові рекорди також встановили на Іграх 1990 року в Сіетлі: Майк Барроумен під час запливу брасом на дистанції 200 метрів і Надія Ряшкіна у спортивній ходьбі на дистанції 10 кілометрів.
Ігри 1994 року в Санкт-Петербурзі були першими змаганнями, проведеними після розпаду Радянського Союзу. Росіяни встановили п'ять світових рекордів у розділі важкої атлетики. Ці ігри стали першою великою міжнародною подією, де був представлений пляжний волейбол, який вперше з'явиться на Олімпіаді на Іграх в Атланті 1996 року.
У жовтні 1996 року компанія Тернера, Turner Broadcasting System, стала підрозділом Time Warner. Таким чином Ігри доброї волі стали керуватися не компанією-засновницею Теда Тернера, а іншим медіаконгломерату. Останні Ігри Тернера відбулися в 1998 році в Нью-Йорку. Під час цих ігор спортсменка Джойнер-Керсі виграла свій четвертий поспіль титул у семиборстві, команда США в естафеті 4×400 метрів показала найкращий час у світі. Спортсмени Мішель Кван і Тодд Елдредж вибороли золото в фігурному катанні, а Домінік Мочану завоювала золоту медаль у дисципліні з жіночої гімнастики. Наступні Ігри організовувала Time Warner вже у 2001 року в Брисбені, Австралія. Це були останні Ігри доброї волі.
Під час інтерв'ю в прямому ефірі на конференції Denver SportAccord у 2009 році Тернер поклав відповідальність за закриття Ігор на недалекоглядне керівництво Time Warner і заявив: «Якби я залишився там, Ігри доброї волі не були б скасовані». Тернер висловив надію, що Ігри повернуться як міст для відновлення культурних контактів між Росією та США, заявивши, що відносини між ними двома неухильно розпадалися з часів холодної війни, яку він назвав небезпечною ситуацією через величезні ядерні арсенали обох країн. Він також підтвердив свою віру в силу міжнародних спортивних змагань для запобігання війні, сказавши, що «поки Олімпійські ігри відбуваються і їх не бойкотують, світова війна практично неможлива», тому що залучені країни «не будуть прагнути війни, щоб жертвувати їхніми шанси».

## Літні Ігри доброї волі
| Номер | Рік  | Місце проведення   | Країна    | Примітки                     |
| ----- | ---- | ------------------ | --------- | ---------------------------- |
| I     | 1986 | Москва             | СРСР      | 3000 спортсменів і 79 країн  |
| II    | 1990 | Сіетл, Вашингтон   | США       | 2300 спортсменів і 54 країни |
| III   | 1994 | Санкт-Петербург    | Росія     | 2000 спортсменів і 59 країн  |
| IV    | 1998 | Нью-Йорк, Нью-Йорк | США       | 1300 спортсменів і 60 країн  |
| V     | 2001 | Брисбен, Квінсленд | Австралія | 1300 спортсменів і 58 країн  |
| VI    | 2005 | Фенікс, Аризона    | США       | Ігри скасовано               |

## Зимові Ігри доброї волі
| Номер | Рік  | Місце проведення      | Країна | Примітки                                                   |
| ----- | ---- | --------------------- | ------ | ---------------------------------------------------------- |
| I     | 2000 | Лейк-Плесід, Нью-Йорк | США    | Єдині зимові Ігри доброї волі, які коли-небудь проводилися |
| II    | 2005 | Калгарі, Альберта     | Канада | Ігри скасовано                                             |

## Дисципліни

### Літні Ігри доброї волі
| - Стрільба з лука - Спортивна гімнастика - Легка атлетика - Бейсбол - Баскетбол - Пляжний волейбол - Бокс - Веслування на каное - Велосипедний спорт - Стрибки у воду - Фігурне катання | - Футбол - Гандбол - Хокей - Дзюдо - Сучасне п'ятиборство - Мотобол - Художня гімнастика - Академічне веслування - Шорт-трек - Плавання - Артистичне плавання | - Тхеквондо - Стрибки на батуті - Теніс - Тріатлон - Волейбол - Водне поло - Важка атлетика - Боротьба - Вітрильний спорт - Спортивне рятування життя |

### Зимові Ігри доброї волі
| - Гірськолижний спорт - Бобслей - Лижні перегони - Фігурне катання | - Фристайл - Санний спорт - Лижне двоборство - Скелетон | - Стрибки з трампліна - Сноубординг - Ковзанярський спорт |

## Країни-учасниці
| Африка і Ближній Схід - Алжир - Бенін - Буркіна-Фасо - Кот-д'Івуар - Ефіопія - Кенія - Морокко - Намібія - Нігерія - Сенегал - Сейшельські Острови - Сирія - Танзанія - Туніс - Ємен - Зімбабве Азія і Океанія - Австралія - Бангладеш - Камбоджа - Китай - Японія - Північна Корея - Південна Корея - Лаос - Нова Зеландія - Філіппіни - Американське Самоа - Тайвань (як Китайський Тайбей) - В'єтнам | Європа - Велика Британія - Фінляндія - Франція - Греція - Ірландія - Італія - Португалія - Іспанія - Швеція - Західна Німеччина — згодом Німеччина - Югославія Східна Європа - Білорусь - Болгарія - Чехословаччина — згодом Чехія - Чехословаччина — згодом Словаччина - Східна Німеччина — згодом Німеччина - Естонія - Угорщина - Казахстан - Латвія - Литва - Польща - Румунія - Радянський Союз — згодом Росія - Україна - Узбекистан | Північна Америка - Канада - Мексика - США Кариби і Центральна Америка - Багамські острови - Коста-Ріка - Куба - Ямайка - Пуерто-Ріко - Трінідад і Тобаґо Південна Америка - Аргентина - Бразилія - Колумбія - Еквадор - Перу - Уругвай |

## Медалі України на Іграх доброї волі
| Ігри                 | Золото | Срібло | Бронза | Загалом | Місце |
| 1994 Санкт-Петербург | 8      | 5      | 12     | 25      | 6     |
| 1998 Нью-Йорк        | 1      | 5      | 4      | 10      | 14    |
| 2001 Брисбен         | 3      | 5      | 6      | 14      | 9     |